# Bridge (studio)
Pour les articles homonymes, voir Bridge (homonymie).
Bridge Inc. (株式会社ブリッジ, Kabushiki gaisha Burijji) est un studio d'animation japonaise situé à Suginami dans la préfecture de Tokyo, au Japon, et fondé en août 2007 par d'anciens membres de Sunrise.

## Histoire
En 2007, Bridge a été fondé par les membres principaux du 6e studio de Sunrise, qui produisait la série Sergent Keroro.

## Productions

### Séries télévisées
| Année | Titre                                | Dates de 1re diffusion | Dates de 1re diffusion | Nb. éps.   | Notes |
| Année | Titre                                | Début                  | Fin                    | Nb. éps.   | Notes |
| ----- | ------------------------------------ | ---------------------- | ---------------------- | ---------- | --- |
| 2010  | Mitsudomoe (ja)                      | 2 juillet 2010         | 8 octobre 2010         | 13         | Basée sur la série de manga de Norio Sakurai. |
| 2011  | Mitsudomoe Zōryōchū! (ja)            | 8 juillet 2011         | 26 février 2011        | 8          | Suite de Mitsudomoe. |
| 2013  | Devil Survivor 2: The Animation (en) | 4 avril 2013           | 27 juin 2013           | 13         | Basée sur le jeu vidéo Shin Megami Tensei: Devil Survivor 2 d'Atlus. |
| 2014  | Nobunagun                            | 5 janvier 2014         | 30 mars 2014           | 13         | Basée sur la série de manga de Masato Hisa. |
| 2014  | Fairy Tail                           | 5 avril 2014           | 29 septembre 2019      | 328        | Basée sur la série de manga de Hiro Mashima ; coproduite avec A-1 Pictures en remplacement de Satelight à partir du 176e épisode. Coproduction de la dernière saison avec CloverWorks.                         |
| 2016  | Flowering Heart (ja)                 | 29 février 2016        | 21 novembre 2017       | 52         | Production pour la Corée du Sud par Iconix Entertainment (en) ; coproduite avec DR Movie (ja) et Busan DR. |
| 2016  | Seisen Cerberus (en)                 | 5 avril 2016           | 28 juin 2016           | 13         | Basée sur le jeu mobile de GREE. |
| 2016  | Shōnen Ashibe Go! Go! Goma-chan (ja) | 5 avril 2016           | 26 février 2019        | 96         | Production des trois premières saisons de la troisième adaptation du manga de Hiromi Morishita ; coproduite avec Husio Studio (pour les deux premières saisons) et studio palette (pour la troisième),.        |
| 2017  | The Royal Tutor (en)                 | 5 avril 2017           | 21 juin 2017           | 12         | Basée sur le manga d'Higasa Akai. |
| 2017  | Cardfight!! Vanguard G Z             | 8 octobre 2017         | 1er avril 2018         | 24         | Dernière saison de Cardfight!! Vanguard G basée sur le jeu de cartes à collectionner de Bushiroad ; coproduite avec OLM.                                                                                       |
| 2018  | Seven Heavenly Virtues (en)          | 27 janvier 2018        | 31 mars 2018           | 10         | Basée sur la franchise de Hobby Japan. |
| 2020  | Yu-Gi-Oh! Sevens                     | 4 avril 2020           | 27 mars 2022           | 92         | Série dérivée de Yu-Gi-Oh! pour les vingt ans de la série Yu-Gi-Oh! Duel Monsters ; première diffusion interrompue à la suite de la suspension de la production en raison de la pandémie de Covid-19 au Japon. |
| 2020  | Talentless                           | 4 octobre 2020         | 27 décembre 2020       | 13         | Basée sur le manga écrit par Looseboy et dessiné par Iori Furuya. |
| 2020  | Pont Qiao Booth                      | 2 décembre 2020        | 17 février 2021        | 13         | Basée sur les mascottes du studio, Pont et Qiao. |
| 2021  | Shaman King                          | 1er avril 2021         | 28 avril 2022          | 52         | Nouvelle adaptation du manga d'Hiroyuki Takei. |
| 2022  | Yu-Gi-Oh! Go Rush!!                  | 3 avril 2022           | À annoncer             | À annoncer | Production dérivée de Yu-Gi-Oh!. |

### ONA
| Année | Titre                                   | Dates de 1re diffusion | Dates de 1re diffusion | Nb. éps. | Notes                                                                                   |
| Année | Titre                                   | Début                  | Fin                    | Nb. éps. | Notes                                                                                   |
| ----- | --------------------------------------- | ---------------------- | ---------------------- | -------- | --------------------------------------------------------------------------------------- |
| 2015  | Saint Seiya: Soul of Gold               | 11 avril 2015          | 26 septembre 2015      | 13       | Série dérivée du manga Saint Seiya de Masami Kurumada ; coproduite avec Toei Animation. |
| 2015  | Ragnarok: Sekai no kuni kara konnichiwa | 25 septembre 2015      | 25 septembre 2015      | 1        | Court métrage dans le cadre de la Japan Animator Expo (ja).                             |

### Films d'animation
| Année | Titre                                                                                      | Date de sortie  | Notes                                                                                |
| ----- | ------------------------------------------------------------------------------------------ | --------------- | ------------------------------------------------------------------------------------ |
| 2008  | Chō gekijō-ban Keroro gunsō 3: Keroro tai Keroro tenkū daisakusendearimasu! (ja)           | 1er mars 2008   | 3e film basé sur le manga Sergent Keroro de Mine Yoshizaki ; coproduit avec Sunrise. |
| 2009  | Chō gekijō-ban Keroro gunsō: Gekishin Dragon Warriors dearimasu! (ja)                      | 7 mars 2009     | 4e film basé sur le manga Sergent Keroro de Mine Yoshizaki ; coproduit avec Sunrise. |
| 2010  | Chō gekijō-ban Keroro gunsō: Tanjō! Kyūkyoku Keroro - Kiseki no jikū shimadearimasu!! (ja) | 27 février 2010 | 5e film basé sur le manga Sergent Keroro de Mine Yoshizaki ; coproduit avec Sunrise. |

### OAV
| Année | Titre                             | Date(s) de sortie | Notes                                                                |
| ----- | --------------------------------- | ----------------- | -------------------------------------------------------------------- |
| 2013  | Ichigeki sacchū!! HoiHoi-san (ja) | 2013              | Production annulée basée sur la série de manga de Kunihiko Tanaka.   |
| 2018  | Seven Heavenly Virtues (en)       | 27 avril 2018     | Production de 2 épisodes bonus basée sur la franchise de Hobby Japan |
| 2022  | Jewelpet Attack Travel! (ja)      | 14 mai 2022       | Production de basée sur la franchise de Jewelpet.                    |